# Круг (филм из 1998)
Круг (транслит.) је јапански натприродни психолошки хорор филм из 1998. у режији Хидеа Накате, заснован на истоименом роману Коџија Сузукија из 1991. године. У филму глуме Нанако Мацушима, Мики Накатани и Хиројуки Санада и прати репортера који се утркује да истражи мистерију иза уклете видео-траке; ко год погледа траку, умире седам дана након што ју је погледао. Филм је објављен под називом Прстен (The Ring) на енглеском у Јапану и објављен као Рингу у Северној Америци.
Продукција је трајала око девет месеци. Рингу и његов наставак Спирала објављени су у Јапану у исто време. Након објављивања, Рингу је постигао огроман успех на благајнама у Јапану и критичари су га похвалили. Инспирисао је бројне наставке у Круг франшизи, популарисао јапански хорор (или „Ј-хорор”) на међународном нивоу и покренуо тренд западних римејкова Ј-хорор филмова, укључујући амерички филм Круг из 2002.

## Радња филма
Током спавања, средњошколци Томоко и Масами разговарају о урбаној легенди о видео-траци која проклиње своје гледаоце да умру за 7 дана након слутног телефонског позива. Томоко тада признаје да су прошле недеље она и њени пријатељи гледали чудну видео касету и да су након тога примили необјашњив телефонски позив. Добијају лажни телефонски позив, а онда Масами одлази у тоалет. Томоко сведочи како се ТВ сам укључује и убија га невидљиво присуство. Реико Асакава, Томокина тетка и новинарка која истражује ову урбану легенду, присуствује њеној сахрани и сазнаје да су три Томокине пријатељице, које су гледале снимак са њом, умрле у исто време када је она умрла. Реико проналази необележену видео касету у одмаралишту где су четворо боравили. Садржи кратке, наизглед неповезане сцене праћене шкрипом, а завршава се снимком бунара. Након гледања, Реико види привиђење и прима телефонски позив који емитује шкрипе са траке. Убеђена да је проклета, Реико узима траку и излази из кабине. Реико тражи помоћ свог бившег мужа Рјуџија Такајаме. Прегледајући копију траке коју је Реико направила, пар проналази загонетну поруку изговорену на Осхима дијалекту и припремају се за одлазак у Осхима. Пре поласка, Реико хвата Јоичија, њеног сина са Рјуџијем, како гледа траку након што ју је „Томоко” наговарао. У Ошими, Реико и Рјуји сазнају за Шизуко Јамамуру, жену са снимка. Пре самоубиства, Шизуко је постала позната након јавне демонстрације њених психичких способности коју је организовао ЕСП истраживач др Хеихачиро Икума, са којим је имала аферу. Када се суоче са Шизукиним братом Такашијем, пар сазнаје кроз визију да је током демонстрација, Шизукина млада ћерка Садако, чије је име наговештено на снимку, психички убила новинара који је осудио Шизукине способности. Након што није успела да пронађе Садако, Реико схвата да Рјуџи никада није примио телефонски позив након што је одгледао траку, као што је то урадила у колиби у Изуу. Вративши се у кабину, Реико и Рјуџи проналазе запечаћени бунар у простору за пузање. Кроз другу визију, сазнају да је др Икума заробио Садако унутар бунара. Они закључују да је Садако остала жива и да се клетва родила када је видео-касета „снимила” бес који је пројектовала. Приликом испуштања воде проналазе Садакине остатке. Реикин рок од 7 дана пролази, а она остаје жива, што их наводи да верују да је клетва сломљена. Следећег дана, Рјуџијев ТВ се укључује сам, показујући бунар на крају траке. Садакин осветнички дух тетура из бунара и излази из телевизора, напредујући ка Рјуџију и убијајући га. Реико, која је тада покушавала да позове Рјуџија, чује његове последње тренутке преко телефона. Вођена привиђењем, Реико схвата да је несвесно пронашла прави начин да преживи клетву: копирала је траку и показала је неком другом у року од 7 дана. Очајна да спасе Јоичија, Реико се вози до куће свог оца да му покаже траку.

## Улоге
- Нанако Мацушима као Реико Асакава, новинарка која истражује смрт своје нећакиње и проналази уклету видео траку.
- Хиројуки Санада као Рјуђи Такајама, Реикин бивши муж, бивши студент медицине који је постао универзитетски професор. Има степен шестог чула које открива натприродне ауре.
- Рикија Отака као Јоичи Асакава, Реикин млади син који такође има шесто чуло као и његов отац.
- Мики Накатани као Маи Такано, Рјуџијев ученик.
- Јуко Такеучи као Томоко Оиши, Реикина нећака која гледа уклету видео касету и међу првим је жртвама.
- Хитоми Сато као Масами Курахаши, Томокин најбољи пријатељ.
- Даисуке Бан као др Хеихачиро Икума, Садакин отац који ју је бацио у бунар.
- Рие Ино као Садако Јамамура, млада жена са психичким моћима која је бачена у бунар где је умрла; њен дух је живео у оквиру видео траке.
- Масако као Шизуко Јамамура, Садакина мајка. И она је имала психичке моћи, али катастрофалне медијске демонстрације довеле су до њеног самоубиства.
- Јоичи Нумата као Такаши Јамамура, Садакин ујак који држи гостионицу на острву Ошима.
- Јутака Мацушиге као Јошино, новинарски сарадник Реика.
- Катсуми Мураматсу као Коичи Асакава, Реикин отац.

## Продукција
Након умереног успеха романа Круг из 1991. Коџија Сузукија, Кадокава Шотен је одлучио да га адаптира у филм. Сценариста Хироши Такахаши и редитељ Хидео Наката сарађивали су у раду на сценарију након што су прочитали Сузукијев роман и погледали филм Фуџи телевизије снимљен за ТВ из 1995. године, у режији Чисуија Такигаве. Емитована верзија филма из 1995. је поново монтирана и објављена на кућном видеу под новим насловом, Ринг: Канзенбан (дословно „Прстен: Комплетно издање“; Наката није навео коју верзију су он и Такахаши гледали. У свом филмском сценарију, Такаши и Наката променили су пол протагонисте (из мушког у женски), име (из Казујуки Асакаве у Реико Асакаву), брачни статус (из удатог у разведен) и пол и име детета (са ћерке Јоко на сина Јоичија. ). Са буџетом од 1,5 милиона долара, целокупна продукција је трајала девет месеци и једну недељу, према речима редитеља Накате, сценарио и предпродукцијски процес трајали су три или четири месеца, снимање пет недеља и четири месеца постпродукције. Специјални ефекти на уклетој видео-траци и неки делови у филму су снимљени на 35 mm филму који је прослеђен лабораторији у којој је компјутер додао „зрнасти“ ефекат, користи се у сцени у којој дух Садако Јамамура излази из телевизије. Прво су снимили кабуки глумицу Рие Иноо како хода уназад у трзавом, претераном покрету. Затим су пустили филм у обрнутом смеру да би приказали шетњу Садако неприродног изгледа.

## Теме и интерпретације
Критичари су расправљали о Ринговој преокупацији сукобом јапанске традиције са модерношћу. Колете Балмејн идентификује: „У фигури Садако, Рингу користи осветнички јуреи архетип конвенционалног јапанског хорора“. Она тврди како је ова традиционална јапанска фигура изражена путем видео траке која „отелотворује савремене анксиозности, јер је технологија кроз коју се потиснута прошлост поново потврђује“. Рут Голдберг тврди да Ринг изражава „амбивалентност према мајчинству“. Она види Реико као мајку која – због новог потенцијала за независност жене – занемарује своју „природну“ улогу страдале домаћице у потрази за независним идентитетом, а потом занемарује своје дете. Голдберг идентификује ефекат удвостручавања при чему се несвесни сукоби Реикоине породице изражавају преко натприродног у другој породици под Реикоином истрагом. Џеј Мекрој види крај са надом: ако ликови терапеутски разумеју своје сукобе, могу да живе даље. Балмејн, међутим, није оптимиста; она доживљава репликацију видеа као технологију која се шири, попут вируса, широм Јапана.

### Назив филма
Назив филма, Рингу/Круг (прстен), може се тумачити на неколико начина, као што је алудирање на бескрајну цикличну природу прстенасте клетве/вируса. Друго тумачење је да се „звоно“ односи на телефонски позив који упозорава оне који погледају видео да ће умрети за седам дана, као и на поглед на прстен светлости који се види са дна бунара где је Садакино тело остављено да се распадне.

## Излазак филма
Рингу је објављен у Јапану 31. јануара 1998. године, где га је дистрибуирао Тохо. По објављивању филма у Јапану, Рингу је постао хорор филм са највећом зарадом у земљи. Филм је приказан на Фантазија филмском фестивалу 1999. где је освојио прво место за најбољи играни филм у секцији азијских филмова. На Филипинима је филм добио ограничена издања као Прстен: Круг зла 4. децембра 2002. и 11. јануара 2003. како би се то поклопило са изласком северноамеричког римејка 17. јануара.

### Зарада
На благајнама У Јапану, филм је 1998. зарадио приход од дистрибуције (изнајмљивања) од милијарду јена, што га чини једним од десет најбољих јапанских филмова године са највећом зарадом. Филм је зарадио укупан приход на јапанским благајнама од 1,7 милијарди ¥ (13 милиона америчких долара). Варајети је навео да је Рингов „најзапаженији успех“ био у Хонг Конгу, где је постао највећи приход у првој половини године, победивши популарне америчке филмове као што је Матрикс. На свом приказивању у Хонг Конгу 1999. године, Рингу је зарадио 31,2 милиона HK$ (4,03 милиона US$) током двомесечног приказивања у биоскопима, што га је учинило хонгконшким филмом на јапанском језику са највећом зарадом. Овај рекорд је касније оборио Stand by me Doraemon 2015. године. На Тајвану, где је објављен 1999. године, филм је зарадио 50,83 милиона NT$ (1,619 милиона US$). У Француској је филм продао 94.257 карата, што је еквивалентно процењеном бруто приходу од приближно 506.160 евра (452.737 долара). У Јужној Кореји, 56.983 карте су продате у главном граду Сеулу, што је еквивалентно процењеном бруто приходу од приближно 341.970.000 ₩ (287.656 долара). Филм је такође зарадио 150.893 долара у Чилеу, Уједињеном Краљевству, Русији и Новом Зеланду, што је процењено на светски бруто приход од приближно 19.540.286 долара.

### Кућни видео
Рингу је пуштен директно као кућни видео у Сједињеним Државама и Канади од стране DreamWorks-а са енглеским, шпанским и француским титловима 4. марта 2003. под транслитерираним називом Рингу. У Уједињеном Краљевству, гледало га је 390.000 гледалаца на телевизији током прве половине 2005. године, што га чини шестим најгледанијим филмом на страном језику на британској телевизији током тог периода. Рингу 2 је такође привукао 360.000 гледалаца на британској телевизији током истог периода, што је укупно 750.000 британских телевизијских гледалаца за оба Рингу филма током прве половине 2005. године. Да би се поклопио са својом 20-годишњицом, Arrow Films под својим Arrow Video покровитељством издао је Blu-ray диск филма Рингу 18. марта 2019. у Великој Британији и Ирској. Поред тога, објављен је и Blu-ray бокс-сет који садржи Рингу, наставке Спирала и Рингу 2 и претходник Рингу 0. Трансфер садржи рестаурацију резолуције 4К која је скенирана са оригиналног негатива камере филма. Оцењивање и рестаурација слике, која је обављена у Imagica Labs у Токију, надгледао је и одобрио Ринг сниматељ Јун'ичиро Хајаши. Оба Arrow-а сингла Blu-ray Disc и Blu-ray бокс-сет су касније објављени у Сједињеним Државама и Канади 29. октобра, поново под транслитерираним називом Рингу.

## Критике
Веб-сајт за прикупљање рецензија „Rotten Tomatoes” даје филму оцену одобравања од 98% на основу 43 рецензије, са пондерисаним просеком од 7,5 од 10. Критички консензус сајта гласи: „Рингу комбинује натприродне елементе са забринутошћу око модерне технологије у заиста застрашујућем и узнемирујући начин“. Критичар „Sight & Sound-а”, Марк Кермод, похвалио је „безвремени терор” филма са његовом „комбинацијом старих народних ђавола и савремене моралне панике” која подједнако привлачи и тинејџерску и одраслу публику. Док Адам Смит из „Empire Online-а” сматра да је филм „угушен његовом прекомерном сложеношћу, глупим заплетима и јасним недостатком стварне акције“, Кермод наглашава да је „неко склон закључку да је то прича, а не садржај прича, то је најважније". „Variety” се слаже да је спор темпо, са „његовим постепеним евоцирањем зла које чека испод површине нормалности“, једна од највећих предности филма. Рингу је наведен као дванаести најбољи хорор филм свих времена од стране „The Guardian-а”, а Стјуарт Херитиџ га је такође одабрао у истом часопису као филм који га је највише уплашио. Рингу је био рангиран на 69. месту у „100 најбољих филмова светске кинематографије“ часописа „Empire” 2010. године. Почетком 2010-их, „Time Out” је спровео анкету са неколико аутора, редитеља, глумаца и критичара који су радили у хорор жанру како би гласали за своје најбоље хорор филмове. Рингу се налази на броју 61 на њиховој листи 100 најбољих.

## Утицај
Међународни успех јапанских филмова покренуо је оживљавање хорор филмова у Јапану што је резултирало филмовима као што је филм Кијошија Куросаве Пулс (2001) (познат као Каиро (回路, дос. ’Струјно коло’) у Јапану), Такаши Шимизу Клетва (呪怨 Јуон) (2000), Хидео Наката Тамна вода (仄暗い水の底から Хоногураи Мизу но Соко кара, дос. ’Из дубине тамне воде’), такође заснован на краткој причи Сузукија), и Хигучинског „Узумаки” (2000, звани „Вортекс“, заснован на истоименом манга хорору Јунђија Ита).

### Утицај на западну кинематографију
Рингу је имао известан утицај на западну кинематографију и стекао култни статус на Западу. Током 1980-их и 1990-их, холивудским хорором је углавном доминирао поджанр слешера, који се ослањао на насиље на екрану, тактику шока и крв. Рингу, чије се издање у Јапану отприлике поклопило са издањем филма Вештица из Блера у Сједињеним Државама, помогао је да се жанр ревитализује узимајући уздржанији приступ хорору, остављајући велики део терора машти публике. Филм је покренуо глобално интересовање за јапанску кинематографију уопште, а посебно за јапански хорор филм, ренесансу која је довела до сковања термина Ј-Хорор на Западу. Овај „Нови азијски хорор“ резултирао је даљим успешним издањима, као што су Клетва и Тамна вода. Поред јапанских продукција, овај бум је успео да скрене пажњу и на сличне филмове снимљене у Источној Азији у исто време, као што су Прича о две сестре из Јужне Кореје и Око из Хонг Конга. Сви ови филмови су касније прерађени на енглеском. Издат 2002. године, Круг је достигао прво место на благајнама и нешто више зарадио у Јапану од оригинала. Оригинални Рингу је зарадио 1,7 милијарди ¥ 1998, док је његов римејк зарадио 1,75 милијарди ¥ 2002.

## Наставци и римејк
Оригинални наставак је био Спирала, објављен 1998. године, али је због лошег пријема 1999. изашао нови наставак, Круг 2, који је наставио причу овог филма. Уследио је претходник из 2000. године, Круг 0: Рођендан, а затим Садако 2019. Спиралу су заузврат пратиле Садако 3D 2012. и Садако 3D 2 2013. Још један део, Садако DX, објављен је 2022. Телевизијска серија, Круг: Последње поглавље, направљена је са сличном причом, али са много промена у ликовима и њиховим позадинским причама. Јужнокорејски римејк Круг Вирус направљен је 1999. године, као и амерички римејк, Круг, 2002. године и Круг 2 из 2005. године.